# Марія Антонеску
Марія Антонеску (до шлюбу Нікулеску, також відома як Марія генерал Антонеску, пізніше Марія маршал Антонеску, або Ріка Антонеску; 3 листопада 1892, Калафат — 18 жовтня 1964) — перша леді Румунії, світська левиця, політична діячка і філантропка.
Дружина диктатора в Другій світовій війні Іона Антонеску, стала відома діяльністю її благодійної організації разом з організацією Соціальної Роботи Ради Опікунства. Ветурія Гога була її головною партнеркою. Рада орієнтувалася на антисемітську політику, на румунських євреїв, і особливо на депортації бессарабських євреїв в Придністров'ї, приймаючи понад кількасот мільйонів леїв в результаті довільних конфіскацій і поборів.
Заарештована невдовзі після державного перевороту в серпні 1944 року, Марія Антонеску була військовополоненою в СРСР, згодом її засудили на 5 років за звинуваченням в економічних злочинах (розкрадання). Останні роки провела в депортації в Бордушані.

## Біографія

### Ранні роки
Народилася в Калафаті, в родині капітана румунської армії Теодора Нікулеску і його дружини Анжели. Не маючи належного посагу, Марія одружилася з Георгієм Цімбру, поліцейським офіцером, з яким у неї був син Георгій, хворий на поліомієліт. Цімбру помер 1919 року, після чого Марія Нікулеску переїхала в Париж. У липні 1919 року вона одружилася з бізнесменом Гійомом Огюстом, французьким євреєм.
Після розлучення в 1926 році одружилася з Антонеску (румунський колишній військовий аташе в Франції), з яким зустрічалися ще до її розлучення. Незабаром переїхала в Бухарест, де чоловік служив Генеральний секретарем у Міністерстві оборони.
У 1938 році, коли відносини між Антонеску і королем Карлом II переросли у відкритий конфлікт, монарх звинуватив Іона Антонеску удвоєженстві на основі звинувачень у тому, що Марія і Гійом Огюст офіційно ще не розлучилися. Хоча офіцер виступив проти Карла II за позашлюбний зв'язок з простолюдинкою Оленою Лупешкою, його власний шлюб був презирством.

### Перші роки війни
Наприкінці 1940 року в результаті масштабної соціальної кризи в Румунії була створена Націонал-легіонерська держава, і Карл відмовився від престолу на користь свого сина Міхая. Антонеску взяв на себе диктаторські повноваження в уряді разом з фашистською залізною гвардією. Приблизно в цей час, Марія з Ветурією Гогою стали хорошими друзями.
З 1941 року Марія Антонеску приєдналася до ради Регіни Єлизавети, соціальної організації під головуванням цариці Олени. Вона також взяла участь в новій державній благодійності, Sprijinul («Підтримка»).
З продовженням війни на Східному фронті, Соціальна Робота Опікунської Ради взяла на себе відповідальність піклуватися про потреби першої лінії солдатів і їхніх сімей, а також для захисту особливої категорії інвалідів, сиріт, вдів. До грудня 1941 року було зібрано і витрачено близько 25 мільйонів леїв для потреб солдатів і 138 млн поранених; 9,7 мільйона для сімей солдатів і 17 мільйонів для інвалідів, вдів і сиріт.
Участь Румунії у війні супроводжувалася антисемітськими заходами та масовою депортацією євреїв на окупованому Придністров'ї, що було ініційовано чоловіком Марії Антонеску і до яких вона була причетна (див. Голокост в Румунії). У жовтні 1941 року Вільгельм Фільдерман, голова Єврейської Громади, послав Антонеску та її чоловікові листа протесту, підкресливши, що депортації були рівнозначні смерті — проте це звернення залишилися без відповіді. У листопаді, після гетто Кишинів був розграбований, а населення депортовано в Трансністрію, влада відклала конфісковане майно для Опікунської Ради, Червоного Хреста, для румунських лікарень та румунської армії.

### Арешт, вирок і заключні роки
Статус Марії Антонеску різко змінився після того, як король Міхай і опозиційні сили провели в серпні 1944 року державний переворот. Її син Георгій Цімбру помер незабаром після цього, 10 вересня. Повідомляється, що його смерть була самогубством. Марія Антонеску заарештована в Кезенешті, де їй запропонувала притулок близька подруга її особистого секретаря. Вона також просила захисту у королеви-матері Олени, яка відмовилася надати його.
У березні 1945 року Марію Антонеску взято під варту радянськими окупаційними військами і, як і її чоловіка, доставлено на радянську територію, де її допитували лише один раз. Вона відкинула звинувачення в причетності до вимагання, але зізналася, що отримувала кошти з Лекка, та відповіла, що вона ніколи не вважала за потрібне надання допомоги Придністровському депортованому населенню, тому що євреї мали «достатньо коштів», і заперечувала те, що євреї були поміщені в концентраційні табори.
Марія Антонеску померла в результаті третього інфаркту і була похована на кладовищі в Беллу, на могилі, що належить далеким родичам.